# Gondangsari (Jatisrono)
Gondangsari is een bestuurslaag in het regentschap Wonogiri van de provincie Midden-Java, Indonesië. Gondangsari telt 4454 inwoners (volkstelling 2010).